# لیجا
لیجِا (به ایتالیایی: Legea)یک شرکت تجهیزات ورزشی ایتالیایی است که کار خود را در سال ۱۹۹۳ در پومپئی ایتالیا آغاز کرد. این شرکت یکی از محبوب‌ترین برندها در میان باشگاه‌های آماتور ایتالیایی ست و در حال حاضر در میان باشگاه‌های حرفه‌ای نیز فعالیت‌های گسترده‌ای دارد.
لیجا یک دفتر اصلی در شهر پومپئی و چندین لیجا پوینت(فروشگاه) در سراسر ایتالیا دارد. آن‌ها همچنین شعبات زیادی در آمریکا، کانادا، استرالیا و اروپا دارند.
در سال ۲۰۱۰ لیجا حامی لباس تیم ملی فوتبال کره شمالی شد که باعث پرسش‌های زیادی از این شرکت در مورد هدف این شرکت از ورود به بازار کره شمالی شد.